# Butry-sur-Oise
Butry-sur-Oise – miejscowość i gmina we Francji, w regionie Île-de-France, w departamencie Dolina Oise.
Według danych na rok 1990 gminę zamieszkiwało 1878 osób, a gęstość zaludnienia wynosiła 722 osób/km² (wśród 1287 gmin regionu Île-de-France Butry-sur-Oise plasuje się na 496. miejscu pod względem liczby ludności, natomiast pod względem powierzchni na miejscu 838.).